# Manfred Bukofzer
Manfred Fritz Bukofzer (Oldenburg, 27 marzo 1910 – Oakland, 7 dicembre 1955) è stato un musicologo tedesco con cittadinanza statunitense.

## Biografia
Manfred Bukofzer fu un musicologo e studioso tedesco, di famiglia in parte ebraica; acquisì la cittadinanza statunitense dopo essere emigrato negli Stati Uniti nel 1939. Studiò in Germania all'università di Heidelberg, intraprendendo inizialmente gli studi di legge, che abbandonò presto per passare a quelli musicali.
Nel 1930 si trasferì a Berlino per seguire i corsi del conservatorio di Stern e della Hochschule für Musik con Schering, Wolf, Sachs e Blume (per la musicologia) e Hindemith (per la composizione).
Lasciò la Germania nel 1933 per andare all'Università di Basilea, dove conseguì il dottorato nel 1936. Nel 1939 si trasferì negli Stati Uniti, che diverranno la sua seconda patria. Insegnò all'Università della California di Berkeley dal 1941 sino alla morte.
Specializzato nello studio della musica del XVII e XVIII secolo, nel 1947 pubblicò il suo libro più famoso, Music in the Baroque Era, che, sebbene ormai in parte superato, costituisce ancora oggi un punto di riferimento per la musicologia, grazie anche alla chiarezza e alla sistematicità dell'esposizione.
Bukofzer si dedicò inoltre alla teoria musicale dal XIV al XVI secolo. I suoi campi di indagine inclusero il jazz e l'etnomusicologia.

## Opere
Le pubblicazioni di Bukofzer, sia in tedesco che in inglese, sono numerose; scrisse il primo articolo a 19 anni (Soziologie des Jazz, Melos, viii, 1929), ma la sua opera più famosa, tradotta in molte lingue, è:
- Music in the Baroque Era, W.W. Norton & Co., New York, 1947, ISBN 0-393-09745-5 (pubblicato in italiano da Rusconi come La musica barocca)